# Bran Mut mac Conaill
Bran Mut mac Conaill (mort en  693) est un roi de Leinster issu des  Uí Dúnlainge une lignée du Laigin. Il était le petit fils de   Fáelán mac Colmáin (mort vers 666 ?), un précédent souverain Il règne de  680 à 693.

## Légende
Le récit nommé Bóroma (Le tribut en bétail), rapporte que l'Ard rí Érenn Fínnachta Fledach (mort en 695) du Síl nÁedo Sláine lève le Bórama à deux reprises sans résistance, mais à sa troisième tentative, le Laigin se rebelle et Fínnachta est contraint de l'envahir. Bran Mac Conaill, roi de Leinster, assemble ses forces à Allen et il envoie ensuite Mo Ling (en) (mort en  697), l'abbé de Ferns à Fínnachta pour demander la remise du tribut en raison d’une prophétie connue qui promettait que le saint l’obtiendrait une fois pour toutes. Emmenant le poète Tollchenn pour qu'il puisse réciter un poème de louange à Fínnachta, le poème que le saint a lui-même composé, Molling a passé la nuit chez un certain Cobthach mac Colmáin, dans les contrées du Uí Fáeláin. Tollchenn est invité à une  fête à la maison de Fínnachta, où il récite le poème de louange au roi, mais le présente comme le sien.
Le lendemain matin, Molling poursuit sa route, mais en route, il est abordé par une troupe de jeunes irlandais (Maccaíme Éirenn), menée par le fils de Fínnachta, Dondgilla. Croisant, Mol Ling qui se rend chez Fínnachta, ils lui font preuve d'un grand manque de respect , à l'exception de Colgu mac Máenaig et de Diarmait mac Colmáin, que le saint bénit. Pendant ce temps, les jeunes gens chassent un cerf et une lance mal envoyée transperce Dondgilla. Mol Ling déclare alors au roi que le garçon a été tué parce qu'il avait violé son honneur. En détresse, Fínnachta demande à Mol Ling de ressusciter son garçon, et le saint accepte de laisser Fínnachta remettre le bora à lundi (co lluan), ou du moins c'est ce que comprend Fínnachta. Dans la douleur de la perte de son fils, Fínnachta ne comprend pas le double sens des paroles du saint, car Luan, le mot lundi, signifie également Jour du jugement, car selon la tradition la fin du monde commence un lundi. Fidèle à sa parole, Mol Ling rappelle Dondgilla de parmi les morts et se retire avant que Fínnachta ne réalise son erreur.

## Postérité
Avec son épouse Almaith ingen Blathmac issue du Cenél Loairn du Dál Riata, il a un fils Murchad mac Bran Mut (mort en 727) qui fut aussi roi de Leinster.

## Article lié
- Liste des rois de Leinster

## Sources primaires
- Annales d'Ulster sur CELT: Corpus of Electronic Texts at University College Cork
- Annales de Tigernach sur CELT: Corpus of Electronic Texts at University College Cork
- Livre de Leinster,Rig Laigin et Rig Hua Cendselaig sur CELT: Corpus of Electronic Texts at University College Cork

## Sources secondaires
- (en) T.W Moody, F.X. Martin, F.J. Byrne, A New History of Ireland IX Maps, Genealogies, Lists. A companion to Irish History part II, Oxford, Oxford University Press, 2011, 690 p. (ISBN 978-0-19-959306-4)
- (en) Francis John Byrne, Irish Kings and High-Kings, Dublin, Four Courts Press, 2001, 341 p. (ISBN 978-1-85182-196-9)
- (en) T.M. Charles-Edwards, Early Christian Ireland, Cambridge, Cambridge University Press, 2000, 707 p. (ISBN 0-521-36395-0, présentation en ligne)